# Brüheim
Brüheim est une ancienne commune allemande de l'arrondissement de Gotha en Thuringe, faisant partie de la communauté d'administration Mittleres Nessetal.

## Géographie

Situation de la commune (en rouge) dans l'arrondissement de Gotha

Brüheim est située au nord-ouest de l'arrondissement, à la limite avec l'arrondissement de Wartburg, au sud-ouest du bassin de Thuringe, sur la rive droite de la Nesse, face à Sonneborn, à 11 km au nord-est de Gotha, le chef-lieu de l'arrondissement.
Brüheim appartient à la communauté d'administration Mittleres Nessetal (Verwaltungsgemeinschaft Mittleres Nessetal).
Communes limitrophes (en commençant par le nord et dans le sens des aiguilles d'une montre) : Hörselberg-Hainich, Wangenheim, Sonneborn et Friedrichswerth.

## Histoire
Après la chute du royaume de Thuringe en 531, la région est colonisée par les Francs. Au VIIIe siècle, la christianisation débute avec les moines venant de Fulda et de Hersfeld. À la fin du siècle, après des défrichements, un village est construit aux abords de la Nesse.
Au XIIIe siècle, les seigneurs de Brüheim, qui ont fait édifier le château fort (wasserburg) de Käseburg, sont au service des landgraves de Thuringe. Brüheim devient au XIVe siècle un fief des Salza, puis des Wangenheim, ce qu'il restera jusqu'en 1947, quand les 180 ha de terres appartenant encore aux Wangenheim sont transformés en ferme collective (Volkseigenes Gut).
Brüheim a fait partie du duché de Saxe-Cobourg-Gotha (cercle de Waltershausen). En 1890, le village est relié au réseau ferrée par la ligne du Nessebahn. Cette ligne sera démontée en 1947 par les Soviétiques au titre des réparations de guerre.
En 1922, après la création du land de Thuringe, Brüheim est intégrée au nouvel arrondissement de Gotha avant de rejoindre le district d'Erfurt en 1949 pendant la période de la République démocratique allemande jusqu'en 1990.

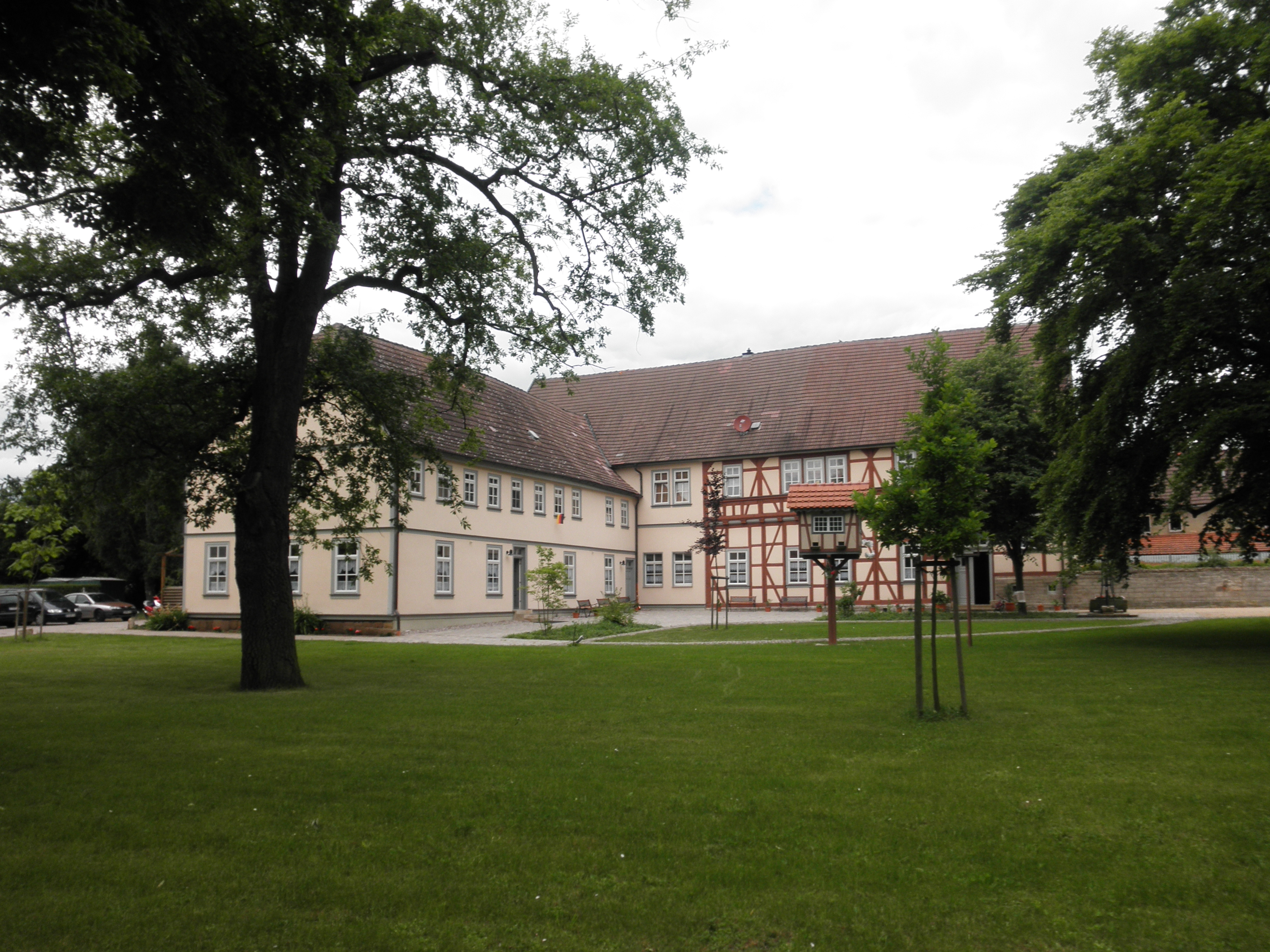
La cour noble du château de Käseburg restaurée

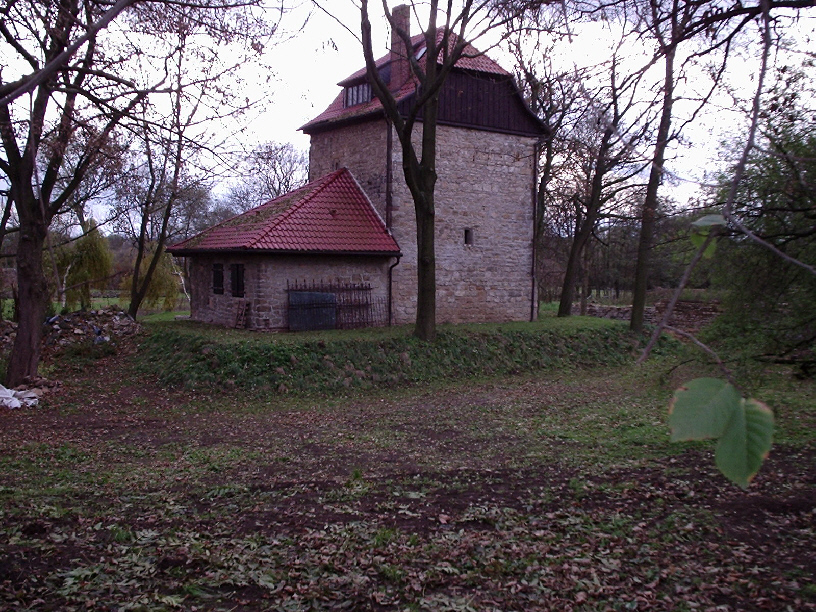
Restes du château fort de Käseburg

## Démographie
| 1910 | 1933 | 1939 | 1995 | 2000 | 2005 | 2010 |
| ---- | ---- | ---- | ---- | ---- | ---- | ---- |
| 465  | 539  | 773  | 530  | 540  | 521  | 532  |

## Communications
La commune est traversée par la route L1030 qui rejoint Sonneborn et Gotha à l'est et Friedrichswerth à l'ouest.